# 塞加拉 (上比利牛斯省)
塞加拉（法語：Ségalas）是法国上比利牛斯省的一个市镇，属于塔布区（Tarbes）拉巴斯唐德比戈尔县（Rabastens-de-Bigorre）。该市镇总面积5.97平方公里，2009年时的人口为90人。

## 人口
塞加拉人口变化图示